# 꽃 피고 새 울면
《꽃 피고 새 울면》은 1990년 5월 19일부터 1990년 10월 14일까지 방영된 KBS 2TV 주말 드라마이다.
한편, 한국방송공사 주말연속극은 1990년 4월 8일 《달빛가족》이 끝난 후 KBS 파업으로 인해 외국 드라마와 《전설의 고향》 등을 방영하면서 한동안 방영되지 않다가 이 드라마로 재개하였다.
아울러, 캐스팅 문제 때문에 어려움을 겪어왔는데 김보연이 백미경 역 물망에 올랐으나 작가와의 불화로 출연을 중단했고 당시 김보연 자리에는 김혜수가 대타로 들어갔으며 엎친 데 덮친 격으로 KBS 사태까지 발생하여 말 그대로 "설상가상" 신세가 되자 MBC 월화 미니시리즈 《어둔 하늘 어둔 새》 로 발길을 돌렸고 MBC 13기 출신 최명길이 나진희 역 물망에 거론됐지만 여주인공 백미경 역을 후배 김혜수가 맡았다는 소식에 "이런 분위기는 불안하다"면서 출연을 거부했다.

## 기획 의도
아버지의 사업 때문에 애정도 없이 결혼한 여인과 그녀를 사랑하는 양오빠, 그녀의 남편에게 한을 갖고 복수의 기회를 엿보는 살롱마담 사이에서 벌어지는 애증과 갈등을 그린 멜로드라마

## 등장 인물
- 김혜수 : 백미경 역
- 노주현 : 최승명 역
- 나한일 : 백희태 역
- 김청 : 나진희 (나 마담) 역
- 전운 : 백호진 사장 역 - 미경의 아버지
- 사미자 : 서 씨 역 - 미경의 어머니
- 김소원 : 윤 여사 역 - 승명의 어머니
- 이진숙 : 윤지선 역 - 윤 여사의 여동생, 승명 이모
- 민욱 : 이성준 역 - 미경의 고모부
- 박혜숙 : 미경 고모 역
- 이효춘 : 이윤주 역 - 승명의 전부인
- 정소녀 : 나인희 역 - 진희의 언니 역
- 배종옥 : 최승희 역 - 승명의 동생 (가명 : 강신애)
- 전원주 : 나 마담네 가사 도우미 역
- 김민정 : 최소연 역 (아역) - 승명과 윤주의 딸
- 김복희 : 윤주 모 역
- 최봉[3] : 김 회장 역
- 태민영 : 백현우 역 - 미경의 오빠
- 이혜정 : 김혜련 역 - 미경의 친구
- 박혜성 : 이경국 역 - 미경의 고종사촌동생
- 남주희 : 성재연 역 - 경국의 여자친구
- 이대로 : 승명의 부하직원 역
- 안병경
- 양재성
- 김지영
- 홍여진
- 이화영
- 이원발
- 홍륜의
- 맹호림
- 조재훈
- 김봉근
- 박영목
- 곽정희 - 미경의 웨딩드레스 디자이너
- 한진주
- 김천만
- 최용욱
- 장성우
- 김희동
- 김대환
- 윤연경
- 강철민
- 양승호

## 회차별 다시보기

#### 1회 ~ 44회
| 방송 회차 | 방송 일자        | 다시보기 |
| --------- | ---------------- | -------- |
| 1회       | 1990년 5월 20일  |          |
| 2회       | 1990년 5월 21일  |          |
| 3회       | 1990년 5월 26일  |          |
| 4회       | 1990년 5월 27일  |          |
| 5회       | 1990년 6월 2일   |          |
| 6회       | 1990년 6월 3일   |          |
| 7회       | 1990년 6월 9일   |          |
| 8회       | 1990년 6월 10일  |          |
| 9회       | 1990년 6월 16일  |          |
| 10회      | 1990년 6월 17일  |          |
| 11회      | 1990년 6월 23일  |          |
| 12회      | 1990년 6월 24일  |          |
| 13회      | 1990년 6월 30일  |          |
| 14회      | 1990년 7월 1일   |          |
| 15회      | 1990년 7월 7일   |          |
| 16회      | 1990년 7월 8일   |          |
| 17회      | 1990년 7월 14일  |          |
| 18회      | 1990년 7월 15일  |          |
| 19회      | 1990년 7월 21일  |          |
| 20회      | 1990년 7월 22일  |          |
| 21회      | 1990년 7월 28일  |          |
| 22회      | 1990년 7월 29일  |          |
| 23회      | 1990년 8월 4일   |          |
| 24회      | 1990년 8월 5일   |          |
| 25회      | 1990년 8월 11일  |          |
| 26회      | 1990년 8월 12일  |          |
| 27회      | 1990년 8월 18일  |          |
| 28회      | 1990년 8월 19일  |          |
| 29회      | 1990년 8월 25일  |          |
| 30회      | 1990년 8월 26일  |          |
| 31회      | 1990년 9월 1일   |          |
| 32회      | 1990년 9월 2일   |          |
| 33회      | 1990년 9월 8일   |          |
| 34회      | 1990년 9월 9일   |          |
| 35회      | 1990년 9월 15일  |          |
| 36회      | 1990년 9월 16일  |          |
| 37회      | 1990년 9월 22일  |          |
| 38회      | 1990년 9월 23일  |          |
| 39회      | 1990년 9월 29일  |          |
| 40회      | 1990년 9월 30일  |          |
| 41회      | 1990년 10월 6일  |          |
| 42회      | 1990년 10월 7일  |          |
| 43회      | 1990년 10월 13일 |          |
| 44회      | 1990년 10월 14일 |          |

## 주제가
- 제목 : 꽃 피고 새 울면
- 작사 : 박건호
- 작곡 : 최종혁
- 노래 : 정훈희, 김태화

## 참고 사항
- 같은 방송사 주말연속극 《사랑의 굴레》의 작가 홍승연과 담당 PD 염현섭이 7개월 만에 재결합한 작품이었다.
- 건전한 사회윤리와 가정생활의 순경을 저해시켰다는 이유로 방송위원회 방송심의소위로부터 '일반권고' 조치를 받았다.[4]
- 50부작으로 기획되었으나 지나치게 극단적인 설정으로 비난을 사며 조기종영되었다.
- 2019년 KBS디지털미디어국에서는 1회부터 44회까지 유튜브 채널 옛날티비를 통해 풀영상을 순차적으로 공개하고있다.